# 비버리 힐스 닌자
《비버리 힐스 닌자》(영어: Beverly Hills Ninja)는 미국에서 제작된 데니스 두건 감독의 1997년 무예 코미디 영화이다. 크리스 팔리 등이 출연하였고, 브래들리 젱클 등이 제작에 참여하였다.

## 출연
- 크리스 팔리
  - 제이슨 데이비스
- 니컬렛 셰리든
- 로빈 쇼
- 너새니얼 파커
- 오순택
- 크리스 록
- 윌 새소
- 프랜스와 차우
- 케빈 팔리
- 빌리 코널리
- 패트릭 브린
- 데이나 카비

## 기타 제작진
- 공동 제작: 마크 S. 피셔, 미치 클레버노프
- 배역: 게리 M. 주커브러드
- 미술: 닝키 돌턴
- 의상: 메리 클레어 해넌